# ARA Pilcomayo (1874)
La cañonera o bombardera ARA Pilcomayo fue un buque de guerra de la Armada Argentina, parte de la llamada Escuadra Sarmiento.

## Historia
Previa licitación fue contratada su adquisición a los astilleros británicos Laird Bross a un costo de £ 13.678, pero esta firma subcontrató su construcción con Rennie & Co., de Greenwich, Inglaterra.
Impulsada por 2 máquinas a vapor, sistema Compound, con una potencia de 409 HP (efectiva 90 HP), alcanzaba una velocidad máxima de 9 nudos y 4 de crucero. 
Su casco era de hierro con tres compartimientos estancos transversales y dos longitudinales. Su obra muerta poseía casillaje y bordas a proa para facilitar la navegación oceánica. Inicialmente tenía aparejo de pailebot con dos palos y seis velas, pero el trinquete le fue retirado en Buenos Aires a pedido de su comandante por estorbar la maniobra del cañón. Montaba 1 cañón de avancarga Armstrong de 240 mm a proa y una ametralladora Hotchkiss de 37 mm. Sus carboneras tenían una capacidad de 62 toneladas.
A mediados de 1874 se le colocó la quilla y fue botada en el mes de diciembre. Finalizado su alistamiento, en enero de 1876 zarpó de Birkenhead en convoy con su gemela la Bermejo, tripulada por personal del astillero británico.
En febrero de 1876 fueron recibidas en el puerto de la ciudad de Buenos Aires por una comisión inspectora integrada por los oficiales superiores Luis Py, Álvaro José de Alzogaray y Bartolomé Cordero y tras incorporarse formalmente a la escuadra el 13 de marzo fueron conducidas al apostadero del río Lujan, permaneciendo en situación de desarme con motivo de restricciones presupuestarias.
Hasta abril permaneció al mando el comandante de la Constitución, capitán Juan Cabassa. El 8 de ese mes fue puesto al mando el capitán Jorge Hobson Lowry y en junio pasó a reparaciones generales en Zarate. En diciembre volvió al río Luján permaneciendo en situación de medio desarme y con tripulación reducida durante los siguientes dos años. El 10 de octubre de 1878 asumió el mando accidental el guardiamarina Alejandro Gascón y en diciembre el capitán de fragata Guillermo Brown. 
El 3 de enero de 1879 zarpó "remolcando el bergantín goleta Rosales el que conducía una partida de indiada". El 6 atracó en el muelle del ferrocarril de Rosario desembarcándose los indios que fueron enviados en ferrocarril a Tucumán. A su regreso condujo a Buenos Aires 113 presos.
Hasta agosto permanece fondeado en el río Lujan, con alguna navegación hasta Los Pozos. De septiembre a octubre se encuentra como estacionario en Paraná, adonde había conducido al regimiento N° 12 de Caballería de Línea, volviendo a Los Pozos en noviembre, donde en diciembre se hace cargo del buque el capitán Lázaro Iturrieta. 
En 1880, en el marco del conflicto entre el gobernador de la provincia de Buenos Aires y candidato a presidente Carlos Tejedor con el presidente Nicolás Avellaneda, tras recoger en Rosario (Argentina) el 25 de abril al Ministro de Guerra y Marina y candidato oficial a la presidencia general Julio Argentino Roca y embarcar en San Nicolás de los Arroyos un piquete del batallón N° 8 de Infantería de Línea, la Pilcomayo pasó al canal de San Fernando (Buenos Aires). 
El 8 de mayo tuvo lugar a bordo de la cañonera el encuentro entre el general Roca y el gobernador Tejedor, que no logró resultado alguno al negarse Roca a renunciar a su candidatura.
Iniciada poco después la Revolución de 1880, la Pilcomayo operó en aguas del Delta del Paraná bloqueando a Buenos Aires e impidiendo el paso de armas. 
Durante el resto del año continuó transportando tropas y artillería a Rosario y a la provincia de Corrientes. Al mando de Bernardino Prieto, regresó a su situación de inactividad en río Lujan. El 5 de septiembre fue destacada a la boca del Gualeguaychú para realizar estudios hidrográficos y tendientes a la instalación de un puerto en Arroyo de la China y otro de ultramar frente a la isla Abrigo, en Gualeguaychú. En enero de 1882 relevó el puerto de Villa Colón y luego el de Concordia, regresando a Buenos Aires el 3 de febrero.
Entre el 19 de abril y el 27 de mayo de 1882 realizó una campaña hidrográfica en Corrientes e Ituzaingó. Realiza varios viajes por el río Paraná y estallada la revolución en la República Oriental del Uruguay pasó al río Uruguay para vigilar el mantenimiento de la neutralidad argentina. Integrando la 2° división de la escuadra, permaneció al mando de Valentín Feilberg y ocasional de Antonio Pérez hasta fin de ese año en que se hizo cargo Juan Aguirre. En Fray Bentos se reunió con el Resguardo y ayudó a zafar de su varadura al monitor El Plata. 
El 31 de enero de 1883 retomó el mando Feilberg. Permaneció hasta marzo en el río Lujan, donde se efectuaron reparaciones y se le retiró el castillete colocado en 1879. El 17 de agosto de 1883 zarpó transportando a la Comisión Hidrográfica del Alto Paraná presidida por el ingeniero Hunter Davidson, debiendo transbordarla a un mercante en Paso de la Patria ante la falta de agua. Destinado como estacionario en el río Pilcomayo participó de las tareas de exploración de ese río y de la fundación de la Colonia Fotheringam en su margen derecha. 
Como parte de la "División Hidrográfica del Alto Paraná" y en apoyo a la llamada "Misión Davidson" subió al río Paraguay tras lo que regresó al Pilcomayo donde permaneció hasta finalizar el año al mando del teniente Ramón Lira. 
En enero de 1884 asumió nuevamente el mando Feilberg. Tras permanecere frente a Asunción del Paraguay, el 21 de marzo fue destacado a Villeta para proteger a los pobladores de los ataques de los indios. Efectuó varios viajes hasta Guardia-cué y Formosa transportando al Gobernador del Chaco, coronel Ignacio Fotheringham. 
En agosto remolcó la lancha Sara que transportaba cuarenta Infantes de Marina hasta el Fortín "Fotheringham" y continuó dando protección a los obrajes de la zona del ataque de los indios.
En abril de 1885 abandonó el teatro de operaciones del Chaco emprendiendo el regreso al río Lujan, donde pasó a situación de desarme con tripulación mínima y bajo el mando de Feilberg, efectuándose urgentes reparaciones. 
El 26 de julio de 1886 asumió el mando Diego Lame y en noviembre pasó a Zarate remolcada por la Constitución. 
En 1887 transportó a Santa Fe una compañía del Regimiento 11 de Infantería de Línea. En julio pasó al Riachuelo y tras dos viajes por el Paraná en septiembre pasó a desarme en el Tigre.
En 1888 la Ley N° 2257 asignó fondos para reparar la nave por lo que a fin de ese año se iniciaron los trabajos año en los Talleres de Marina del río Lujan. 
Estallada la revolución de 1890 se dispuso su inmediata partida a Zárate para transportar pertrechos de guerra destinados a los buques surtos en el río Luján. Cumplida su misión, el 28 de julio "con todos los cañones cargados con metralla fondeó en el Luján frente a los Talleres de Marina" para pasar al día siguiente al Abra Vieja con el República con el objeto de impedir posibles maniobras de los revolucionarios.
En 1891 permaneció en desarme fondeado frente al Arsenal de Zarate hasta agosto cuando pasó a integrar una división con la Constitución y la Bermejo. 
En 1892 permaneció en situación de desarme en Zarate hasta diciembre, cuando pasó al río Lujan.
En 1894 al mando del capitán Walter G. Green fue asignada como aviso a la escuadra en evoluciones, cumpliendo tareas de remolque de blancos de artillería. En septiembre un viaje transportó pertrechos para el Ejército a Paraná.
En 1895 se hizo cargo del mando el teniente de navío Juan Irigaray, permaneciendo estacionario en la isla Martín García hasta julio. En agosto viajó a Paraná y en septiembre fondeó en Dársena Sur. Considera carente de valor militar como buque de guerra, se resolvió transformarla en transporte, por lo que en octubre pasó a los talleres de río Lujan donde se le retiró el cañón de proa y se construyó una bodega utilizando parte de su alojamiento y la santabárbara, montándose una cabría capaz de levantar pesos de 20 t.
En la Memoria de Guerra y Marina de 1896 es clasificada ya como transporte y pasa a depender de la Intendencia de Marina con fondeadero en Dársena Sur y tripulación civil a cargo de un práctico.
En 1897 se hizo cargo del mando en comisión el teniente de fragata Juan Wilson. Destinado al servicio del puerto de Buenos Aires, realizó numerosos trabajos de grúa y montaje de artillería en Buenos Aires, Martín García, Zarate y Río Santiago. Entre 1899 y 1903, al mando del patrón José Rivera y contando con un equipo de buzos, efectuó numerosos trabajos de remoción de cascos hundidos en el canal.
En 1904 y 1906 cumplió misiones de alije de transportes de mayor porte en aguas del Río de la Plata, para ser luego destinada a la voladura de cascos en el Río de la Plata bajo el comando del teniente de fragata Remigio Salva. Entre 1907 y 1926 permaneció afectada como buque auxiliar para tareas generales en los Astilleros de Río Santiago con personal civil a cargo de un patrón o suboficial, siendo principalmente utilizada para el transporte de artillería, pólvora y municiones entre Zárate y su apostadero. 
En 1926 se encontraba reducida a funciones de pontón en Río Santiago. Para 1932 se encontraba de hecho radiada del servicio, lo que fue reconocido por decreto del 13 de julio de 1934 autorizando su venta que se concretó en 1935 siendo desguazado.